# Roche-sur-Linotte-et-Sorans-les-Cordiers
Roche-sur-Linotte-et-Sorans-les-Cordiers település Franciaországban, Haute-Saône megyében. Lakosainak száma 68 fő (2022. január 1.). Roche-sur-Linotte-et-Sorans-les-Cordiers Vy-lès-Filain, Fontenois-lès-Montbozon, Loulans-Verchamp, Ormenans és Villers-Pater községekkel határos.

## Népesség
A település népessége az elmúlt években az alábbi módon változott:
| Lakosok száma | 74   | 70   | 68   | 66   | 63   | 62   | 62   | 64   | 68   |
|               | 2013 | 2015 | 2016 | 2017 | 2018 | 2019 | 2020 | 2021 | 2022 |